# Arrecife Mischief
El Arrecife Mischief (en chino: 美济礁; en tagalo: Panganiban; en vietnamita: Đá Vành Khăn) es un gran arrecife en las Islas Spratly en el Mar de la China Meridional, ubicada a 250 kilómetros al oeste de la costa de Palawán. 
El Arrecife Mischief está ocupado y es controlado por la República Popular de China, y es reclamado por la República de China (Taiwán) , Filipinas y Vietnam.
En los alrededores se dice que existen ricos yacimientos de petróleo y gas aún no exploradas, y por lo tanto, es un territorio rodeado de controversias.

## Historia
Una fuente dice que el arrecife fue descubierto por Henry Spratly en 1791 y fue llamado así por el marinero alemán Heribert Mischief, uno de los hombres de su equipo. Tiene rocas sobre el agua durante la marea baja y una laguna.
En 1994 y 1995, la República Popular China construyó estructuras iniciales sobre pilotes, mientras que la Armada de Filipinas no estaba patrullando la zona debido a la temporada de monzones. Debido a que el arrecife está a 210 km ( 130 millas) de Palawan, el gobierno filipino inmediatamente protestó esta acción. Sin embargo, el gobierno chino rechazó la protesta y dijo que las estructuras eran refugio para pescadores. En 1999, una nueva ola de protestas de Manila se produjo cuando China añadió más estructuras al arrecife Mischief ya que según su denuncias se parecían más a instalaciones militares que a refugios para los pescadores.
Filipinas alegó que las acciones de China en el Mar Meridional de China eran parte de una "invasión progresiva ". El 11 de julio de 2012, una fragata china Tipo 053 Dongguan encalló en el arrecife , lo que provocó una situación diplomática incómoda para China. El barco fue posteriormente remolcado de vuelta a la base.
Hay más de 100 tropas chinas en el arrecife. El proceso de ganar tierras al mar se inició en 2015; una actividad similar se produce en el arrecife Fiery Cross.
En 2014, comenzó la expansión de la isla en el interior de los bordes. Filipinas presentó una protesta diplomática contra China tras el descubrimiento de sus actividades de creación de tierras ganadas al mar. En enero de 2016, los trabajos estaban muy avanzados para desarrollar una base militar con un gran puerto y una pista de aterrizaje de 2.644 metros (8.675 pies), y el terreno creado artificialmente abarcaba 558 hectáreas (5,58 kilómetros cuadrados, un área aproximada del doble de Mónaco) El 13 de julio de 2016, un avión de pasajeros de China Southern Airlines realizó un vuelo civil de prueba a la pista.
A finales de 2016, aparecieron fotografías que sugerían que el arrecife estaba armado con armas antiaéreas y un sistema de defensa antimisiles CIWS.
A principios de 2021, imágenes por satélite y análisis de geointeligencia de terceros confirmaron un radomo y un posible montaje de antena, entre otros preparativos de construcción en curso en el área.